# Camponotus nirvanae
Camponotus nirvanae är en myrart som beskrevs av Auguste-Henri Forel 1893. Camponotus nirvanae ingår i släktet hästmyror, och familjen myror. Inga underarter finns listade.